# Gosselming
Gosselming és un municipi francès, situat al departament del Mosel·la i a la regió del Gran Est. L'any 2007 tenia 614 habitants.

## Demografia

### Població
El 2007 la població de fet de Gosselming era de 614 persones. Hi havia 212 famílies, de les quals 32 eren unipersonals (4 homes vivint sols i 28 dones vivint soles), 72 parelles sense fills, 104 parelles amb fills i 4 famílies monoparentals amb fills.
La població ha evolucionat segons el següent gràfic:
Habitants censats

### Habitatges
El 2007 hi havia 235 habitatges, 215 eren l'habitatge principal de la família, 11 eren segones residències i 9 estaven desocupats. 230 eren cases i 5 eren apartaments. Dels 215 habitatges principals, 197 estaven ocupats pels seus propietaris, 10 estaven llogats i ocupats pels llogaters i 8 estaven cedits a títol gratuït; 9 tenien tres cambres, 33 en tenien quatre i 173 en tenien cinc o més. 196 habitatges disposaven pel capbaix d'una plaça de pàrquing. A 70 habitatges hi havia un automòbil i a 128 n'hi havia dos o més.

### Piràmide de població
La piràmide de població per edats i sexe el 2009 era:
| Homes | Edats   | Dones |
| ----- | ------- | ----- |
| 0     | 95 o +  | 0     |
| 0     | 90 a 94 | 4     |
| 0     | 85 a 89 | 0     |
| 0     | 80 a 84 | 0     |
| 4     | 75 a 79 | 4     |
| 12    | 70 a 74 | 12    |
| 8     | 65 a 69 | 12    |
| 12    | 60 a 64 | 16    |
| 20    | 55 a 59 | 16    |
| 16    | 50 a 54 | 16    |
| 32    | 45 a 49 | 20    |
| 4     | 40 a 44 | 20    |
| 28    | 35 a 39 | 16    |
| 28    | 30 a 34 | 20    |
| 24    | 25 a 29 | 12    |
| 16    | 20 a 24 | 8     |
| 16    | 15 a 19 | 32    |
| 40    | 10 a 14 | 16    |
| 16    | 5 a 9   | 12    |
| 20    | 0 a 4   | 8     |

## Economia
El 2007 la població en edat de treballar era de 420 persones, 314 eren actives i 106 eren inactives. De les 314 persones actives 297 estaven ocupades (170 homes i 127 dones) i 17 estaven aturades (5 homes i 12 dones). De les 106 persones inactives 34 estaven jubilades, 36 estaven estudiant i 36 estaven classificades com a «altres inactius».

### Ingressos
El 2009 a Gosselming hi havia 217 unitats fiscals que integraven 649,5 persones, la mediana anual d'ingressos fiscals per persona era de 18.371 €.

### Activitats econòmiques
Dels 10 establiments que hi havia el 2007, 1 era d'una empresa alimentària, 1 d'una empresa de fabricació d'altres productes industrials, 2 d'empreses de construcció, 1 d'una empresa de comerç i reparació d'automòbils, 1 d'una empresa de transport, 1 d'una empresa d'hostatgeria i restauració, 1 d'una empresa financera, 1 d'una entitat de l'administració pública i 1 d'una empresa classificada com a «altres activitats de serveis».
L'únic servei als particulars que hi havia el 2009 era una fusteria.
L'únic establiment comercial que hi havia el 2009 era una fleca.
L'any 2000 a Gosselming hi havia 17 explotacions agrícoles que ocupaven un total de 570 hectàrees.

## Equipaments sanitaris i escolars
El 2009 hi havia 1 escola maternal integrada dins d'un grup escolar amb les comunes properes formant una escola dispersa i 1 escola elemental integrada dins d'un grup escolar amb les comunes properes formant una escola dispersa.

## Poblacions més properes
El següent diagrama mostra les poblacions més properes.